# Suramericano de Natación de 2004 - 400 m. Libre Masculino
La prueba de 400 m libre masculino del campeonato sudamericano de natación de 2004 se realizó el 26 de marzo de 2004, el segundo día de competencias del campeonato. Cuatro nadadores lograron la marca clasificatoria de la prueba para los Juegos Olímpicos de Atenas 2004.

## Medallistas
| Evento      | Oro                           | Plata                          | Bronce                              |
| ----------- | ----------------------------- | ------------------------------ | ----------------------------------- |
| 400 m libre | Felipe May · Brasil · 3:54.92 | Juan Pereyra Argentina 3:57.82 | Giancarlo Zolezzi · Chile · 3:59.91 |

## Resultados
| Posición | Carril | Nadador           | Tiempo      |
| -------- | ------ | ----------------- | ----------- |
| 1        | 6      | Felipe May        | 3:54.92 MCO |
| 2        | 7      | Juan Pereyra      | 3:57.82 MCO |
| 3        | 3      | Giancarlo Zolezzi | 3:59.91 MCO |
| 4        | 4      | Agustín Fiorilli  | 4:03.11 MCO |
| 5        | 5      | Bruno Bonfim      | 4:05.36     |
| 6        | 8      | Martin Kutscher   | 4:05.38     |
| 7        | 2      | Carlos Canepa     | 4:06.99     |
| 8        | 1      | Sebastián Arango  | 4:10.86     |

MCO: Marca Clasificatoria a Olímpicos.